# غاري بيلز
غاري بيلز (بالإنجليزية: Gary Beals)‏ مواليد 22 أكتوبر 1982 في نوفا سكوشا، هو مغني وكاتب غنائي ومغن مؤلف كندي بدأ مسيرته الفنية عام 2002.

## روابط خارجية
- غاري بيلز على موقع IMDb (الإنجليزية)